# Himantolophus groenlandicus
Himantolophus groenlandicus is een straalvinnige vissensoort uit de familie van voetbalvissen (Himantolophidae). De wetenschappelijke naam van de soort werd in 1837 gepubliceerd door Johannes Theodor Reinhardt.

## Synoniemen
- Himantolophus reinhardti Lütken, 1878[3]
- Corynolophus globosus Tanaka, 1918
- Himantolophus ranoides Barbour, 1942